# Coppa Agostoni 1993
La Coppa Agostoni 1993, quarantasettesima edizione della corsa, si svolse il 17 agosto 1993 su un percorso di 206,5 km. La vittoria fu appannaggio dell'italiano Davide Cassani, che completò il percorso in 5h23'39", precedendo i connazionali Marco Giovannetti e Massimo Ghirotto.

## Ordine d'arrivo (Top 10)
| Pos. | Corridore           | Squadra              | Tempo    |
| ---- | ------------------- | -------------------- | -------- |
| 1    | Davide Cassani      | Ariostea             | 5h23'39" |
| 2    | Marco Giovannetti   | Mapei-Viner          | s.t.     |
| 3    | Massimo Ghirotto    | ZG Mobili-Bottecchia | s.t.     |
| 4    | Fabio Roscioli      | Carrera-Tassoni      | s.t.     |
| 5    | Alberto Elli        | Ariostea             | a 41"    |
| 6    | Giorgio Furlan      | Ariostea             | s.t.     |
| 7    | Stefano Della Santa | Mapei-Viner          | s.t.     |
| 8    | Bruno Cenghialta    | Ariostea             | s.t.     |
| 9    | Wladimir Belli      | Lampre-Polti         | s.t.     |
| 10   | Massimo Podenzana   | Navigare-Blue Storm  | s.t.     |